# 川村卓也
川村 卓也（かわむら たくや、1986年〈昭和61年〉4月24日 - ）は、日本のプロバスケットボール選手。岩手県盛岡市出身。ポジションはシューティングガード。

## 来歴
仙台市の片平ミニバスケット少年団でバスケットボールを始めた。仙台市立五橋中学校に進学し、3年生時の2001年全国中学校体育大会でベスト4入りする。
2001年の11月に盛岡市立下小路中学校へ転校し、2002年4月、岩手県立盛岡南高等学校に進学。高校入学時から非凡なシュート力と得点力で全国に知られる。1年生時は全国高等学校バスケットボール選抜優勝大会（ウインターカップ）に出場し、1回戦の京北戦ではチームトップの22得点を記録したが敗れた。2年生時の全国高等学校総合体育大会バスケットボール競技大会（インターハイ）1回戦・白岡戦では55得点、2回戦の桜宮戦で51得点してベスト16進出に貢献。3年生時のインターハイではベスト8入りに貢献した。
2005年に国際バスケットボール連盟（FIBA）とNBAが共催して行われた開催地域のトップ若手選手（19歳以下）を集めた第1回バスケットボール ウィズアウト ボーダーズ（Basketball Without Borders）のアジア地区キャンプの参加メンバーに選出され、同キャンプにおいてコーチを務めたNBA選手達から高い評価を受け、MVPに選ばれた。
高校卒業後の2005年、JBLスーパーリーグ所属の実業団チーム・オーエスジーフェニックスに入団。ルーキーイヤーの2005-06シーズンに新人王を獲得し、2006-07シーズンには全日本総合バスケットボール選手権大会、スーパーリーグとも史上最年少でベスト5を獲得した。
同シーズン終了後、オーエスジーのbjリーグ転籍に伴うJBL脱退により、代わってJBLに参加するプロチーム・リンク栃木ブレックスへ移籍。
2008-09シーズンは得点王を獲得。日本人が得点王を獲得するのは日本リーグ時代とあわせて24年ぶりであった。シーズンオフにアメリカのスポーツマネジメント企業の誘いで、NBAサマーリーグのフェニックス・サンズの練習に参加したが練習参加2日目で解雇となり試合出場は果たせなかった。イタリアのチームからトライアウトの誘いがあり、イタリアにわたりセリエAチームと入団交渉を行ったが、年齢制限で契約に至らずに帰国した。2009-10シーズンにはJBL初優勝に貢献。
2013年オフ、前回渡米時に知り合った米国人コーチの誘いを受け、リンク栃木を退団して渡米したが、今回はNBAサマーリーグへの参加は果たせなかった。帰国して8月にNBLの和歌山トライアンズと2年契約を締結した。同年のNBLオールスターに選出されている。契約初年度の2013-14シーズンは準優勝に貢献。2015年退団、同年三菱電機ダイヤモンドドルフィンズ名古屋に加入。2016年、Bリーグの開幕シーズンに横浜ビー・コルセアーズに移籍、チームの不振が続き3年連続残留プレーオフに出場する厳しい状況の中でも2016-17シーズンはベストタフショット賞を受賞するなど、チームのエースとして活躍した。2019年に退団した。
2019年から2021年まではシーホース三河に2シーズン所属し、2021-22シーズンはB2の西宮ストークスで1シーズンをプレーした。西宮退団後の2022-23シーズンは選手としてチームに所属せずBリーグコメンテーターの肩書きでBリーグ中継の解説や競技指導、イベント出演等タレントとしての活動を行なっていたが、シーズン終盤の2023年2月にB1残留争いの渦中にあった新潟アルビレックスBBに選手としての練習参加が発表され、3月13日付で選手契約に合意した。新潟でのプレータイムは限定的で3月の2試合での合計9分のみの出場だった。同月30日に左内転筋損傷で全治4週間の診断を受け、以後はシーズン終了までチーム活動から離脱することが発表され、レギュラーシーズン終了直後に新潟からの退団が発表された。2022-23シーズンは2試合に出場(0先発), 平均4.8分出場、0得点、1.5リバウンド、0アシストを記録した。
2022-23ポストシーズン以降はBリーグコメンテーターとしての仕事を再開したが、2024-25シーズンは新潟アルビレックスBBと契約し、1年ぶりに選手に復帰した。

## 日本代表歴
高校3年生時の2004年、U-18日本代表主将を務め、FIBAアジアジュニア選手権に出場し9位。
翌2005年、未来の日本代表を担う大学生を対象としたスプリングキャンプに高校生ながらも選出。そこでの活躍が目に止まり、同年日本A代表候補に唯一の10代選手として選ばれ、同年に行われたキリンカップバスケットボール2005、キリンインターナショナルバスケットボール2005、第23回FIBAアジア選手権に出場。
2006年世界選手権代表にも選出され5試合に出場。
2007年アジア選手権では8試合に出場し8位。1試合平均14.6得点。
2011年アジア選手権では大会ベスト5に選出された。9試合に出場し、1試合13.4得点、1.7リバウンド、3.1アシスト。

## 個人成績
| シーズン                  | チーム       | GP | GS | MPG  | FG%  | 3P%  | FT%  | RPG | APG | SPG | BPG | TO  | PPG  |
| ------------------------- | ------------ | -- | -- | ---- | ---- | ---- | ---- | --- | --- | --- | --- | --- | ---- |
| JBLスーパーリーグ 2005-06 | オーエスジー |    |    |      |      |      |      |     |     |     |     |     |      |
| JBLスーパーリーグ 2006-07 | オーエスジー |    |    |      |      |      |      |     |     |     |     |     |      |
| JBL 2007-08               | オーエスジー | 35 | 34 | 35.9 | .436 | .417 | .812 | 4.1 | 1.7 | 1.2 | 0.1 | 1.4 | 14.6 |
| JBL 2008-09               | 栃木         | 35 |    | 35.7 | .408 | .408 | .733 | 4.5 | 2.1 | 1.4 | 0.2 | 2.2 | 20.4 |
| JBL 2009-10               | 栃木         | 40 |    | 33.5 | .430 | .375 | .754 | 3.8 | 2.7 | 1.3 | 0.2 | 1.7 | 20.5 |
| JBL 2010-11               | 栃木         | 28 |    | 34.2 | .395 | .354 | .714 | 4.8 | 2.7 | 1.1 | 0.2 | 2.1 | 19.5 |
| JBL 2011-12               | 栃木         | 37 | 36 | 35.0 | .412 | .417 | .838 | 3.9 | 4.5 | 1.7 | 0.2 | 2.8 | 20.4 |
| JBL 2012-13               | 栃木         | 30 | 28 | 34.5 | .428 | .435 | .776 | 3.9 | 3.7 | 1.2 | 0.0 | 2.6 | 18.3 |
| NBL 2013-14               | 和歌山       | 46 | 39 | 35.3 | .430 | .396 | .811 | 3.1 | 5.1 | 1.2 | 0.2 | 2.6 | 19.2 |
| NBL 2014-15               | 和歌山       | 9  | 4  | 27.0 | .388 | .321 | .914 | 2.2 | 3.6 | 1.8 | 0.2 | 2.0 | 15.9 |
| NBL 2015-16               | 三菱電機     | 42 | 30 | 21.6 | .394 | .397 | .667 | 1.8 | 1.2 | 0.5 | 0.1 | 0.8 | 7.7  |
| B1 2016-17                | 横浜         | 59 | 57 | 29.5 | .402 | .321 | .781 | 3.1 | 3.3 | 0.9 | 0.1 | 1.8 | 13.4 |
| B1 2017-18                | 横浜         | 57 | 43 | 29.6 | .416 | .368 | .807 | 3.2 | 3.6 | 0.8 | 0.1 | 1.8 | 29.6 |
| B1 2018-19                | 横浜         | 59 | 53 | 31.3 | .426 | .360 | .856 | 2.6 | 4.5 | 1.3 | 0.1 | 1.9 | 31.3 |
| B1 2019-20                | 三河         | 41 | 20 | 26.0 | .410 | .398 | .717 | 2.3 | 2.7 | 0.8 | 0.1 | 1.1 | 9.0  |
| B1 2020-21                | 三河         | 51 | 39 | 22.4 | .473 | .453 | .810 | 2.3 | 2.5 | 0.8 | 0.1 | 0.8 | 7.3  |

## 受賞歴
国際大会
- バスケットボールアジア選手権ベスト5：1回（2011年）

日本国内
- JBL
  - ルーキー・オブ・ザ・イヤー：1回（2005-06年）
  - 得点王：4回（2008-09年,2009-10年,2010-11年,2011-12年）
  - ベスト5：5回（2006-07年,2008-09年,2009-10年,2010-11年,2011-12年）
  - アシスト王：1回（2011-12年）
  - JBLオールスターゲームMVP：1回（2008-09年）
- NBL
  - ベスト5：1回（2013-14年）
  - 月間MVP（2013年11月、2014年4月）
- Bリーグ
  - ベストタフショット賞（2016-17、2017年2月4日 千葉ジェッツ戦のブザービーター）
- 全日本総合バスケットボール選手権大会ベスト5：1回（2007年）
- 年間ベスト5賞:2回（2009年度、2013年度）

## 出演

### ラジオ
- 川村卓也のたくやんちゃレディオ!（エフエム栃木、エフエム岩手：毎週金曜日20:55-21:00／2010年1月22日－）

### CM
- スズキ・スイフト

## ギャラリー

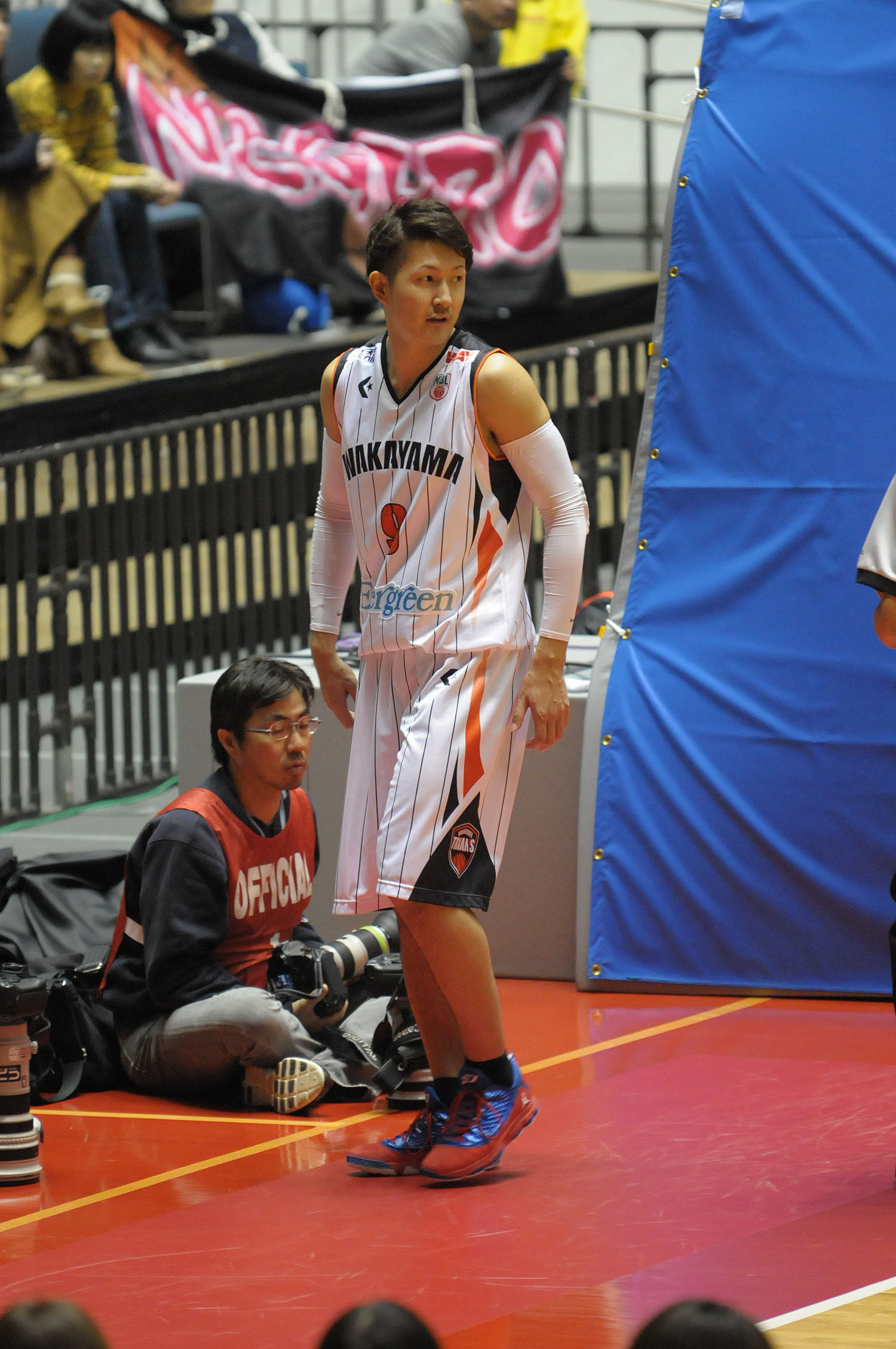
和歌山トライアンズ、川村卓也選手。代々木第一体育館
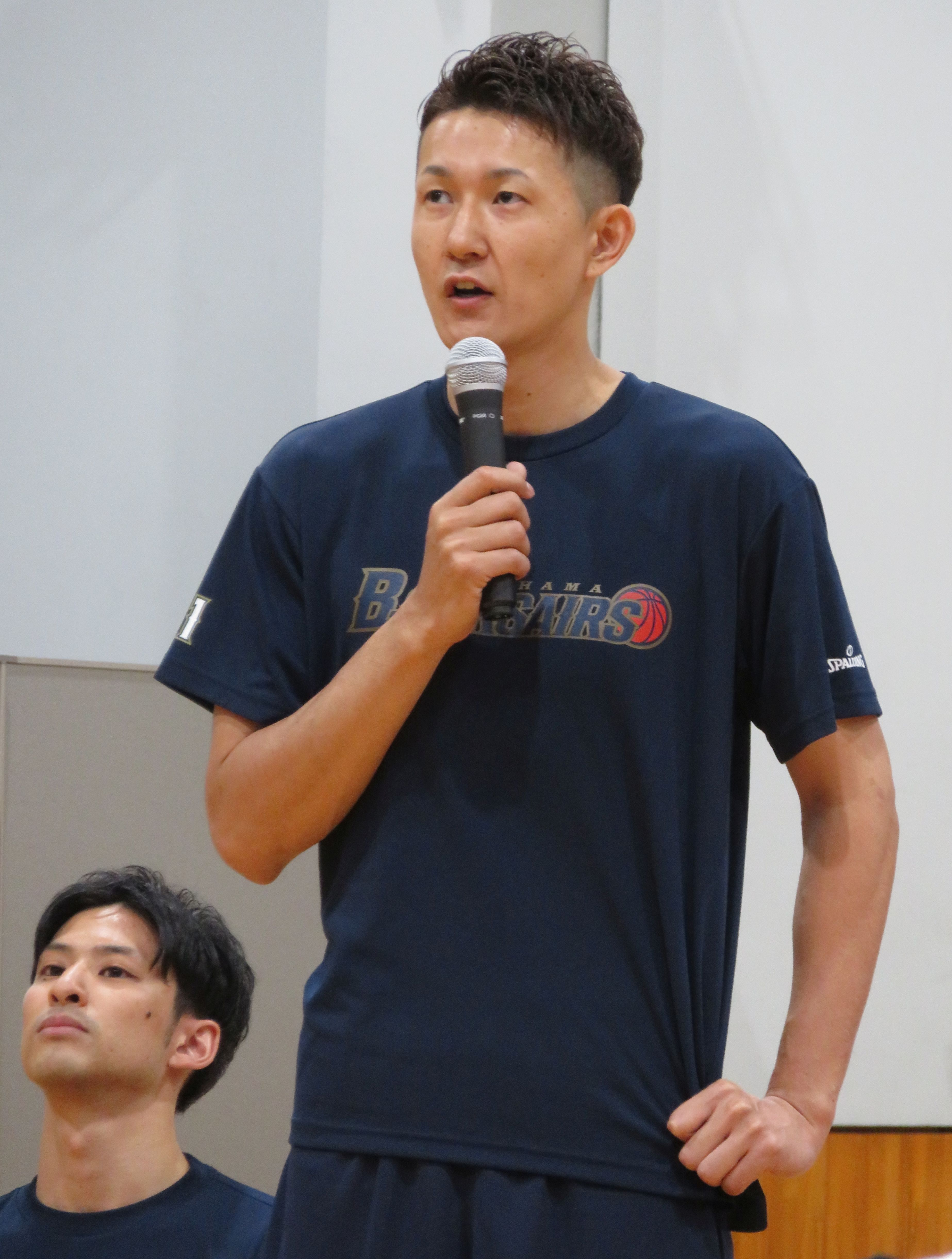
2019年5月19日撮影
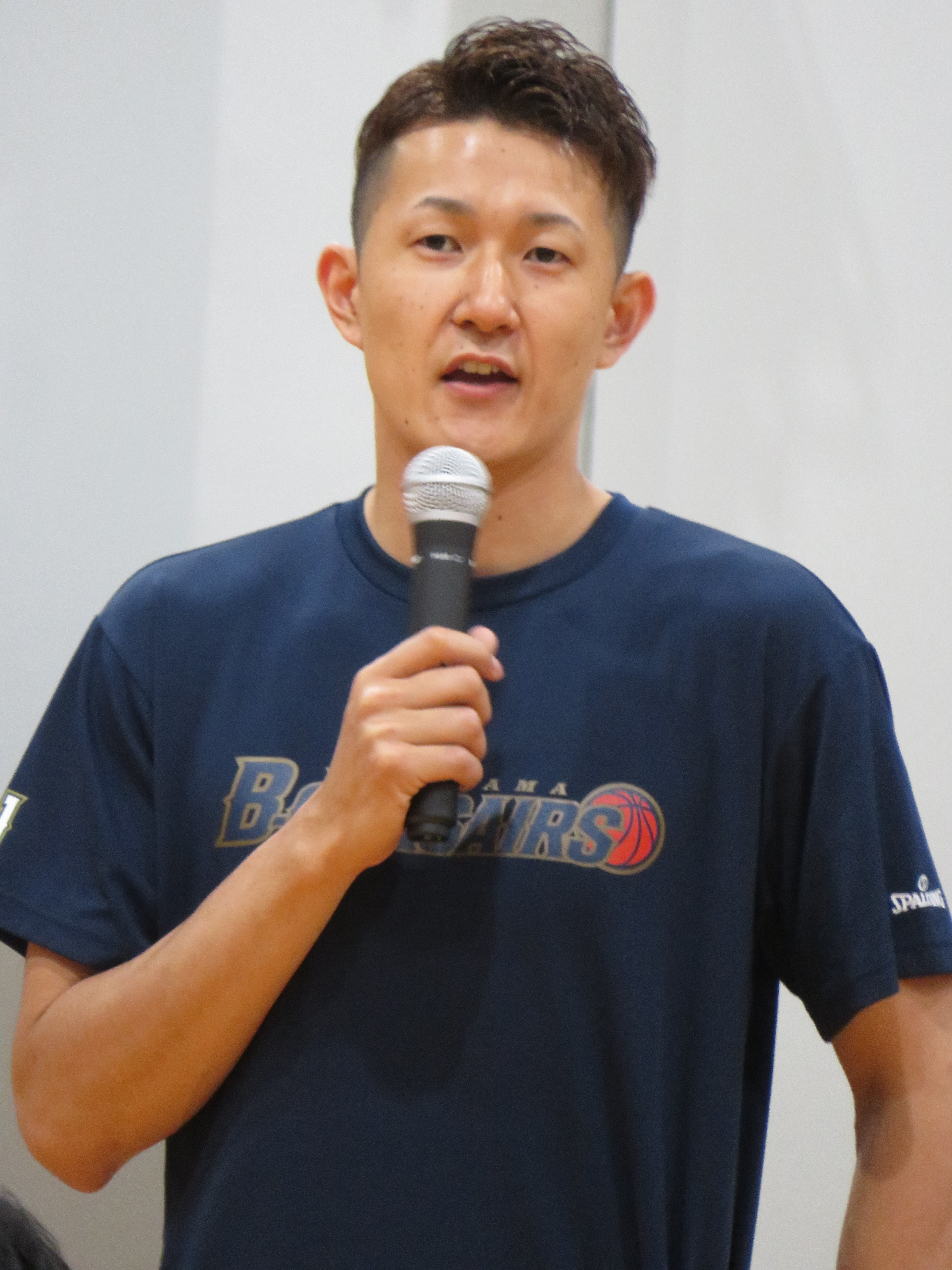
2019年5月19日撮影
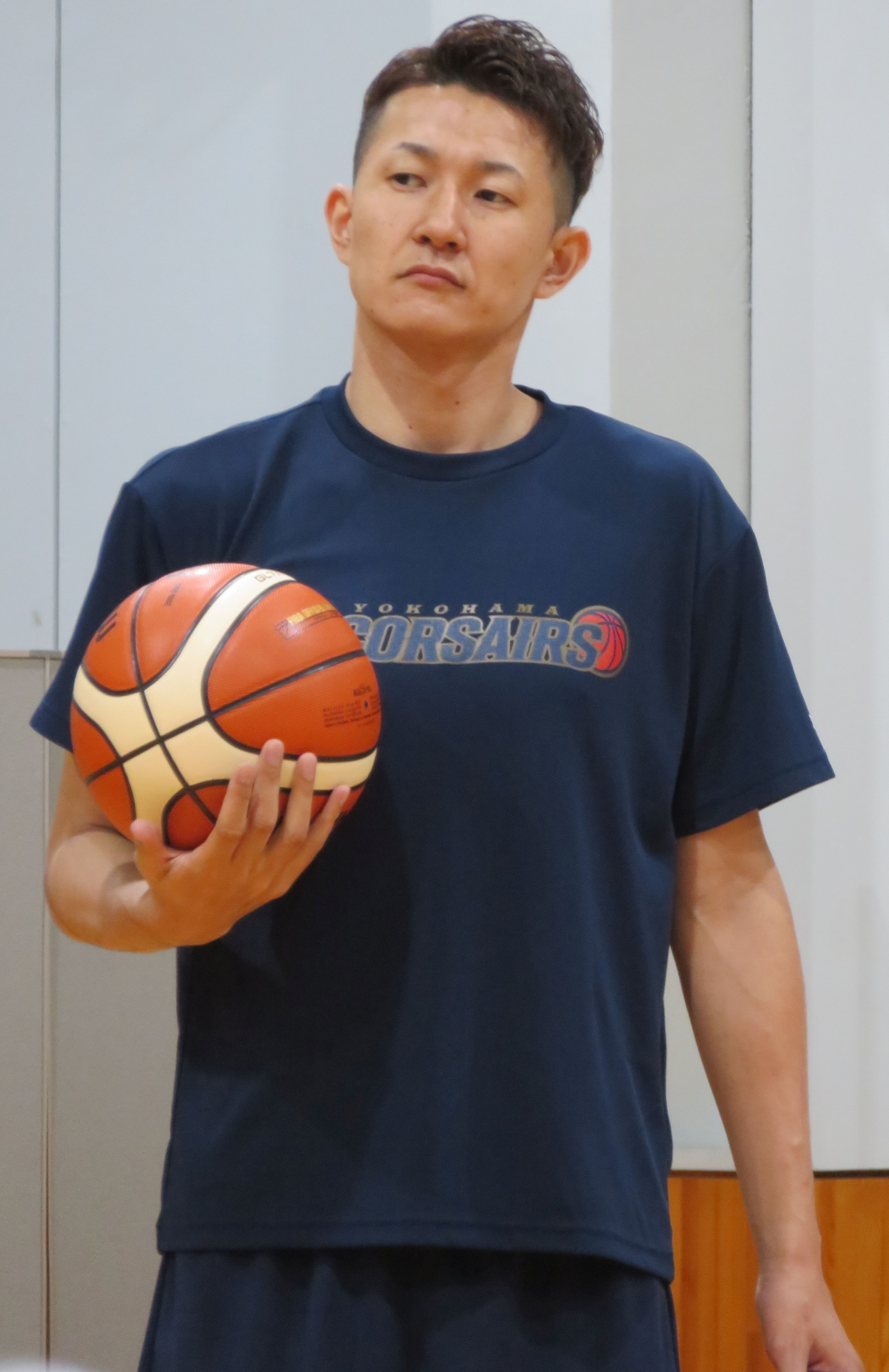
2019年5月19日撮影